# オオシマウツギ
オオシマウツギ（大島空木、学名：Deutzia naseana）とは、アジサイ科ウツギ属の落葉低木。

## 概要
日本固有種で奄美大島、喜界島及び徳之島に分布する。また変種のオキナワヒメウツギ（var. amanoi）が沖縄島に分布する。日当たりの良い低地から山地の林縁や路傍などに生育する。
落葉低木。葉は対生、楕円形～卵状楕円形で、長さ3-8cm、先端は鋭く尖り、基部は鈍形又は円形、葉縁には細かい鋸歯を持つ。花期は春。花序は円錐花序で、茎の頂端につく。花は白色で、花弁は長さ6-7mm。

## 変種
オオシマウツギには基本変種var. naseanaの他に2変種が確認されている。
オオバナオオシマウツギ（var. macrantha）
徳之島のみに分布。オオシマウツギよりも葉は丸く、花弁の長さが8-11mmになる。
オキナワヒメウツギ（var. amanoi）
沖縄島のみに分布。日当たりの良い琉球石灰岩の岩場に生育する。葉は小型で長さ2-3cm。花序に付く花の数は少なく3-7個。

## 保全状態評価
- オオシマウツギ
  - 鹿児島県レッドデータブック：準絶滅危惧

- オオバナオオシマウツギ
  - 鹿児島県レッドデータブック：情報不足

- オキナワヒメウツギ
  - 環境省レッドデータブック：絶滅危惧IA類 - 2007年版レッドリスト[1]
  - 沖縄県レッドデータブック：絶滅危惧IA類